# Zilog Z8

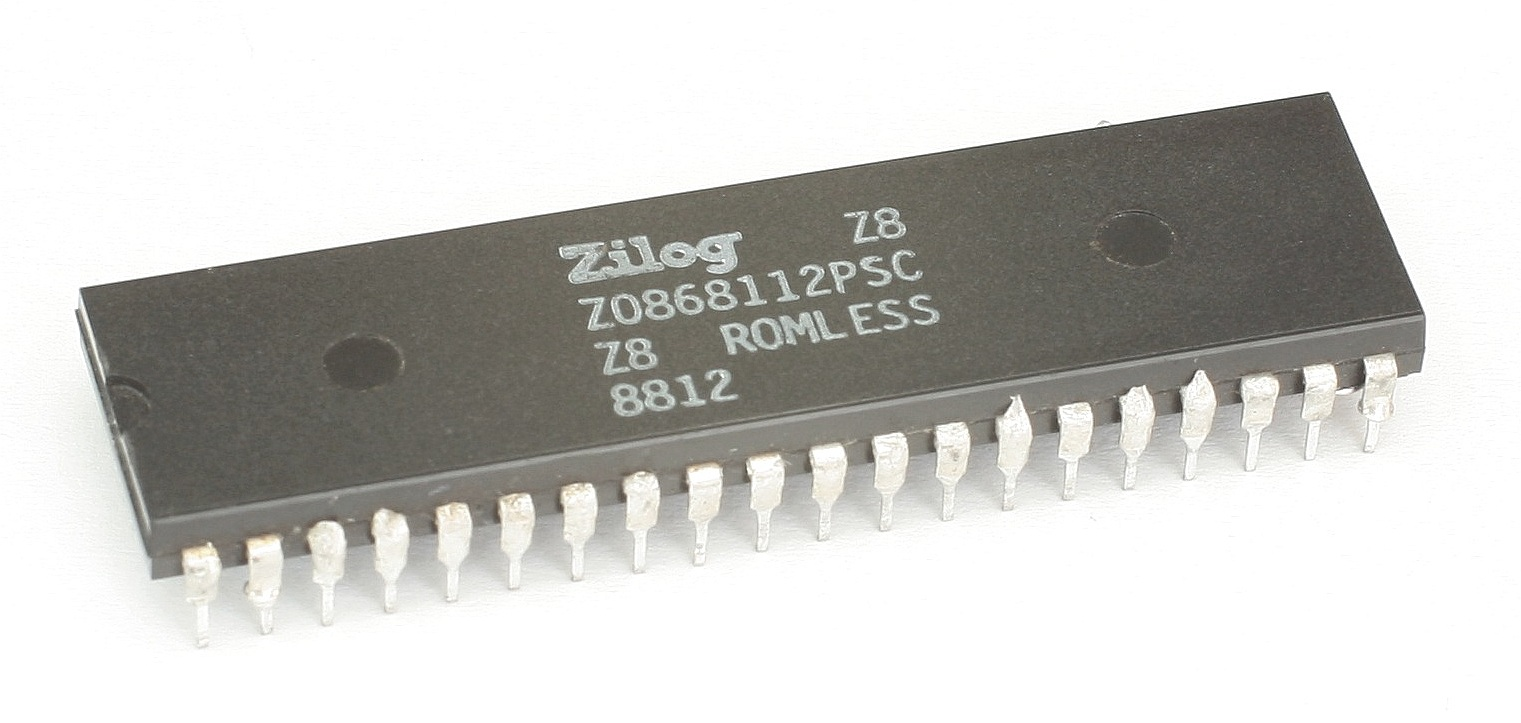
Zilog Z8 processzor

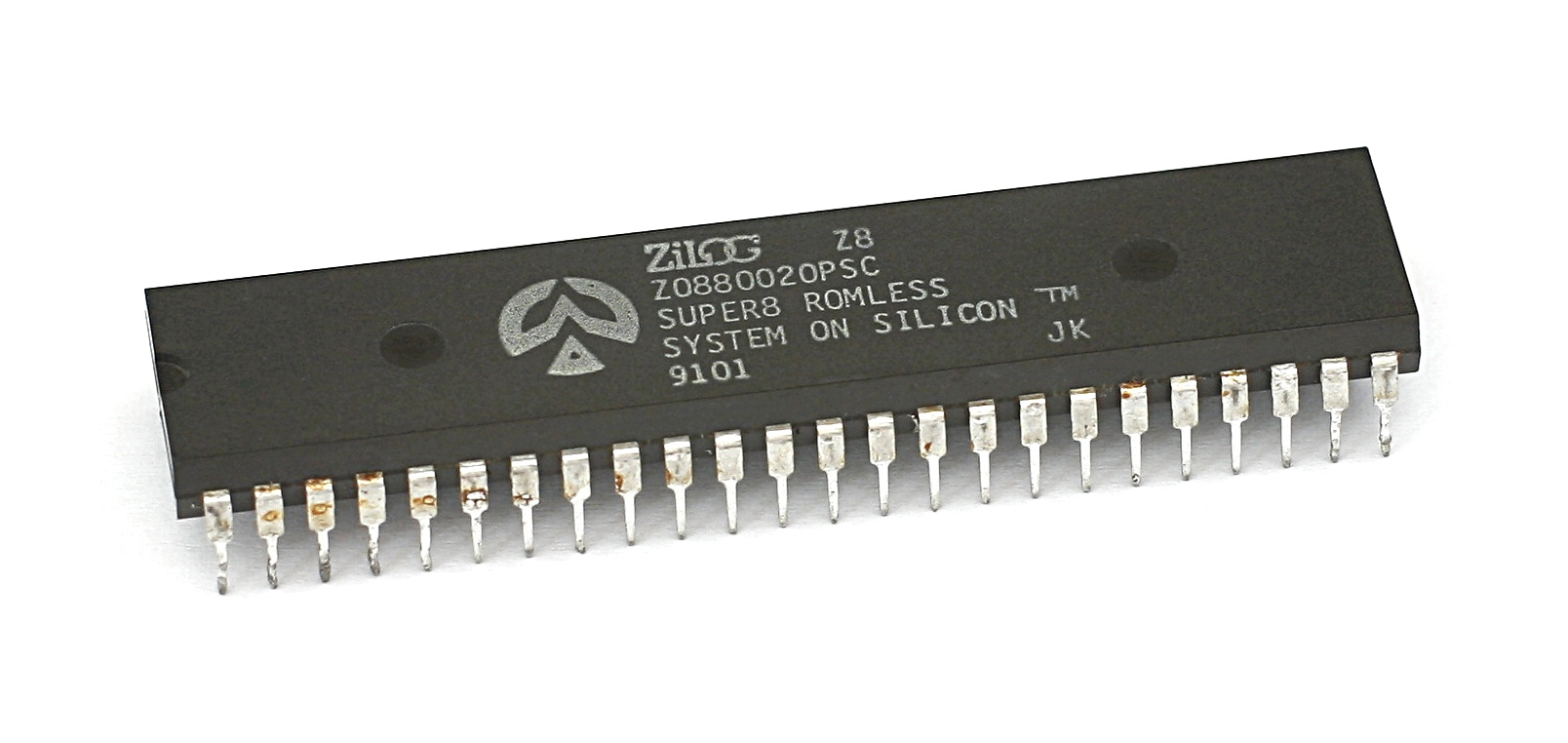
Zilog Z8 (Super-8 család)

A Zilog Z8 egy 1979-ben bevezetett mikrovezérlő-architektúra, amely mostanra kiegészült az eZ8 Encore!, eZ8 Encore! XP és eZ8 Encore! MC családokkal.
Az architektúra egyik jellemző vonása a max. 4096 gyors integrált regiszter, amelyek akkumulátorokként, mutatókként vagy egyszerűen tárolóként (RAM) használhatók. A processzor két 16 biten címezhető memóriaterületet használhat, ezek közül az első mérete 1 KiB és 64 KiB között lehet és fizikai kialakítása egyszer programozható (OTP) ROM vagy flashmemória lehet: ez a terület programkód és állandók tárolására használható; a második, szintén 16 biten címezhető terület nagyobb alkalmazások számára szolgálhat.
A lapkára integrált perifériák között megtalálhatók az analóg-digitális átalakítók, soros periferiális interfész sín (Serial Peripheral Interface Bus, SPI) és I²C csatornák, IrDA kódolók-dekódolók stb. A csipek 8-tól 80 csatlakozósig terjedő változatokban, PDIP, MLF, SSOP, SOIC és LQFP tokozásokban készülnek. A eZ8 Encore! sorozat programozása és a hibakeresés (debug) akár egy egyetlen csatlakozást használó soros interfészen keresztül is történhet.
A processzorok alapfelépítése a módosított, tehát nem szigorúan vett Harvard-architektúrát követi, ezért technikailag nagy mértékben különbözik a Zilog Z80-as felépítéstől. Ennek ellenére, az ezeknél a processzoroknál használt utasításkészlet és az assembly nyelvi szintaxis meglehetősen hasonló a többi Zilog processzonál alkalmazottakhoz: a beolvasó-kiíró (load/store) műveleteket ugyanaz az LD mnemonik jelöli – tehát nincs MOV vagy MOVE –, a jellemző utasítások, mint pl. a DJNZ, ugyanazok.
A processzorokhoz ingyenes C fordítóprogram és integrált fejlesztői környezet (IDE) tölthető le a Zilog weboldaláról.
A vezérlőcsalád legnagyobb konkurense a némileg hasonló Microchip PIC család és az összes Intel 8051 származék.
Az elterjedtebb Neumann-architektúrát megvalósító egycsipes mikrovezérlők szintén konkurenciát jelentenek, olyanok mint a 6800/6809 alapú Motorola 68HC11, a Hitachi H8 család, és az olyan Z80-származékok, mint a Toshiba TLCS-870, csak néhányat említve ezek közül.

## Termékvonal
- ROMless: integrált ROM nélküli modellek
- ROM: integrált ROM-mal felszerelt modellek
- BASIC: beépített (ROM-ban lévő) BASIC értelmezővel és debugger-rel rendelkező modellek
- OTP: integrált OTP ROM-mal ellátott modellek
- Low Voltage: alacsony tápfeszültségű modellek: akár 2 V-on is működhetnek
- GP: általános célú (general purpose) mikrovezérlő
- Encore!: integrált flash-alapú memóriával rendelkezik
- Encore! XP: Encore! szenzorokkal felszerelve
- Encore! MC (Motor Control): motorvezérlő alkalmazásokhoz

## Fordítás
Ez a szócikk részben vagy egészben  a   Zilog Z8 című angol Wikipédia-szócikk ezen változatának fordításán alapul.  Az eredeti cikk szerkesztőit annak laptörténete sorolja fel. Ez a jelzés csupán a megfogalmazás eredetét és a szerzői jogokat jelzi, nem szolgál a cikkben szereplő információk forrásmegjelöléseként. 